# Céaux-d’Allègre
Céaux-d’Allègre település Franciaországban, Haute-Loire megyében. Lakosainak száma 484 fő (2022. január 1.). Céaux-d’Allègre Allègre, Bellevue-la-Montagne, Lissac, Monlet, Saint-Geneys-près-Saint-Paulien, Saint-Paulien és Vernassal községekkel határos.

## Népesség
A település népességének változása:
| Lakosok száma | 676  | 511  | 428  | 452  | 461  | 471  | 474  | 470  | 475  | 484  |
|               | 1968 | 1982 | 1990 | 2006 | 2013 | 2015 | 2017 | 2019 | 2020 | 2022 |